# Верхние Марки
Верхние Марки — село в Каменском районе Воронежской области России.
Входит в состав Марковского сельского поселения. Расположено по обоим берегам речки Марка, выше по течению от ранее появившегося села Марки (отсюда название). Основано в начале XVIII века «московскими выходцами» и «жителями из Коротояка», затем здесь начали селиться переселенцы из Украины, которые и составили большинство населения. 
По состоянию на 1880 год в слободе Верх-Марок, относящейся тогда к Евдаковской волости, было 250 дворов, 1143 жителя, 2 лавки, кирпичная Крестовоздвиженская церковь 1863 года постройки (ныне заброшена). Ежегодная ярмарка проводилась 14 сентября. 
В октябре 1918 года в селе от рук красноармейцев принял мученическую смерть последний священник Крестовоздвиженской церкви о.Николай (Николай Сильченков).
В различных документах зафиксированы следующие варианты названия села: Марок Верхний, Верх-Марки, Верхмарка, Верх-Марок (местный вариант произношения - "Вехмарок").
Достопримечательностью села является рукотворное Озеро Любви, устроенное в конце XIX века помещиком Иосифом Владимировичем Станкевичем на естественных карстовых родниках в правом борту реки Марка. Суммарный дебит источников - 26-28 л/сек, глубина водоема до 4 метров. До коллективизации вода, истекающая в реку из озера, крутила небольшую водяную мельницу, сейчас - сливается по железобетонной водопропускной трубе.

## География
Местность, окружающая село, относится к Донскому Белогорью - правобережной части Среднего Дона, с характерными коренными выходами мергеля и писчего мела, изрезанными оврагами и промоинами. Нижнюю пойменную часть долины занимают заросли луговых травянистых многолетников: тростника и рогоза, обычны - ольха, верба, ветла. В средней части склонов на выходах мела преобладают тимьянники, меловые иссопники, дерезняки, кальцефильные засухоустойчивые растительные сообщества, известные как «сниженные альпы». Верхняя, приводораздельная часть долины сложена красными ледниковыми глинами и супесями с включением гальки и валунов. Древесная растительность здесь представлена посадками акации и меловой сосны, которые служат для борьбы с эрозией почвы.

### Улицы
- ул. Комсомольская,
- ул. Новая Жизнь,
- ул. Червона Зирка,
- пер. Мичурина.